# S 3503
Az S 3503-as sír Dzser uralkodása alatt épült, a szakkarai nekropolisz egy síremléke. A sír közvetlenül északra fekszik Szehemka-Szedzs S 3504-es sírjától. A sírban egyszerre jelenik meg Dzser király és felesége, Meritneith neve, amiből az következik, hogy a sír tulajdonosa – akinek neve ismeretlen – valamikor Dzser halála körüli időkben viselt tisztséget.
Ennek a masztabának 14,25×4,5 méter alapterületű alépítménye van, amelyet hat kamrára osztottak utólagos falazattal. A sírkamra a legnagyobb közülük, 4,8×3,5 méteres. Walter Emery egy fából készült koporsó töredékeit találta benne, amelyben néhány emberi csont is volt. A koporsó nagyjából 2,7×1,8 méteres volt. Ezen kívül a sírkamrában tartott halotti tor – vagy sírmellékletként a halott mellé adott ételáldozatok – nyomait találta meg, kerámiaedényeket a falak közelében, fa- és vesszőfonatú ládák maradványait.
A felépítményben kilenc fülke található, a hosszabbik oldalon hat, a rövidebbiken három. Néhányban az megmaradtak a festés nyomai. A felépítményen belül 21 tárolóhelyiséget képeztek ki. Ezek részben jól megőrződöttek. Mindet kifosztották azonban, és néhány összeomlott, vagy felgyújtották. Sok kőedényt találtak a sírban, amelyek Dzser két pecsétje alapján még Dzser uralkodása alatt készültek. A leletek közt általában váltakoznak Dzser és Meritneith szerehjei, amelyek különleges ikonográfiával készültek. Sólyom helyett Neith istennőt rajzolták a tetejükre.
A sírt 42×16 méteres kerítésfal vette körül, amely palotahomlokzatos díszítésű. A fallal párhuzamos sorba rendezve legalább 20 kísérő temetkezés veszi körül a sírt, ami szokatlan dolog egy nem királyi sír mellett. A kísérő temetkezések és a fal között újabb edények és egy rézkés került elő. Az egyik kísérő veremsírban egy fadoboz volt, amelyben valaha egy rézeszközt tároltak, de az már nem felismerhető.
A sírt eredetileg Dzser vagy Meritneith sírjának tartották. Mivel mindkét uralkodónak megtalálták azóta a felső-egyiptomi, valódi sírját (U-O, U-Y), egy ideig jelképes sírnak gondolták. A mai elfogadott álláspont szerint ismeretlen tisztviselő sírja, aki Dzser és Meritneith idején viselt hivatalt. Nem tudni azonban, hogy a kísérő temetkezés miért történt. Ez a masztaba is jelentősen nagyobb és gazdagabb, mint a felső-egyiptomi király és királyné sírja.

## Külső hivatkozások
- The Biritsh Museum: Egyptian engineering in the Early Dynastic period – The sites of Saqqara and Helwan
- The 1st Dynasty Tombs
- Az archaikus temető térképe